# Беркем-Сент-Агат
Берке́м-Сент-Ага́т (фр. Berchem-Sainte-Agathe [bɛrˈkɛm sɛ̃t aˈɡat]), или Синт-Ага́та-Бе́рхем (нидерл. Sint-Agatha-Berchem [sɪnt ɑˈʝaːtaː ˈbɛrçɛm]) — одна из девятнадцати коммун, образующих вместе Брюссельский столичный регион.
В коммуне на 1 января 2006 года проживало 20078 человек на площади 2,95, что составляет 6807 человек на квадратный километр. Коммуна известна как тихое и мирное место. Здесь родился и вырос известный бельгийский актёр Жан-Клод Ван Дамм. Также здесь есть квартал Cité Moderne, спроектированный в 1922—1925 годах бельгийским архитектором Виктором Буржуа.

## История
В средние века Берхем-Сент-Агат был скромной деревушкой на окраине Брюсселя. В 1795 году он получил статус автономного муниципалитета. В 1841 году он отделился от соседнего Кукельберга, а в 1954 году стал частью Брюссельско-столичного региона.

## Достопримечательности
Берхем-Сент-Агат имеет богатое культурное и архитектурное наследие. Некоторые из основных достопримечательностей включают в себя:
- Бывшая церковь Святой Агаты, старинная романская церковь XII века. Полностью отреставрированная с 1972 по 1974 год, сейчас он деосвящен и используется для культурных церемоний и торжеств.
- Вилла Мари-Миранда, дом в стиле модерн архитектора Виктора Тинана
- Cité Moderne, жилой проект, спроектированный и построенный с 1922 по 1925 год архитектором-модернистом Виктором Буржуа.

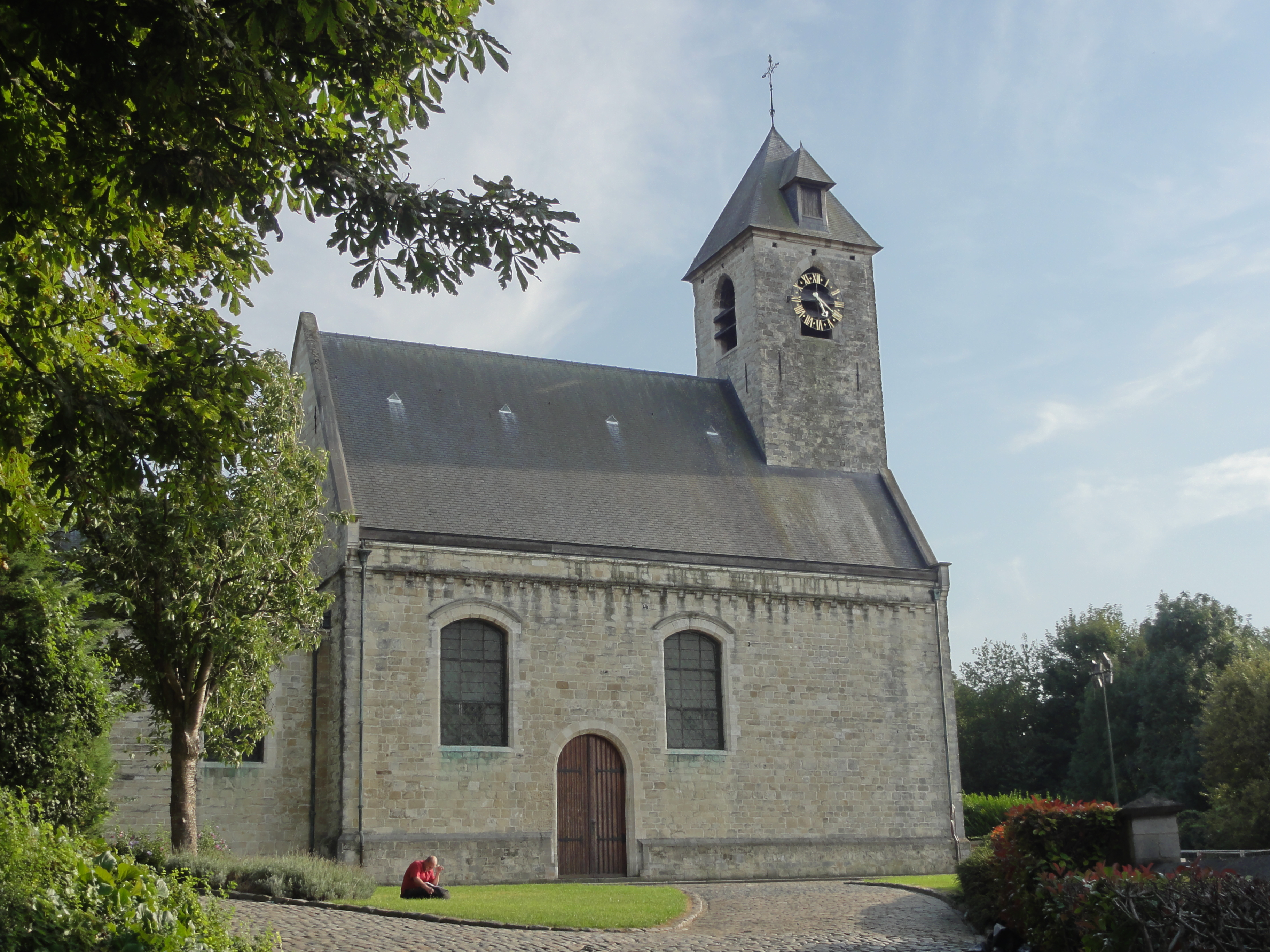
Бывшая церковь Святой Агаты

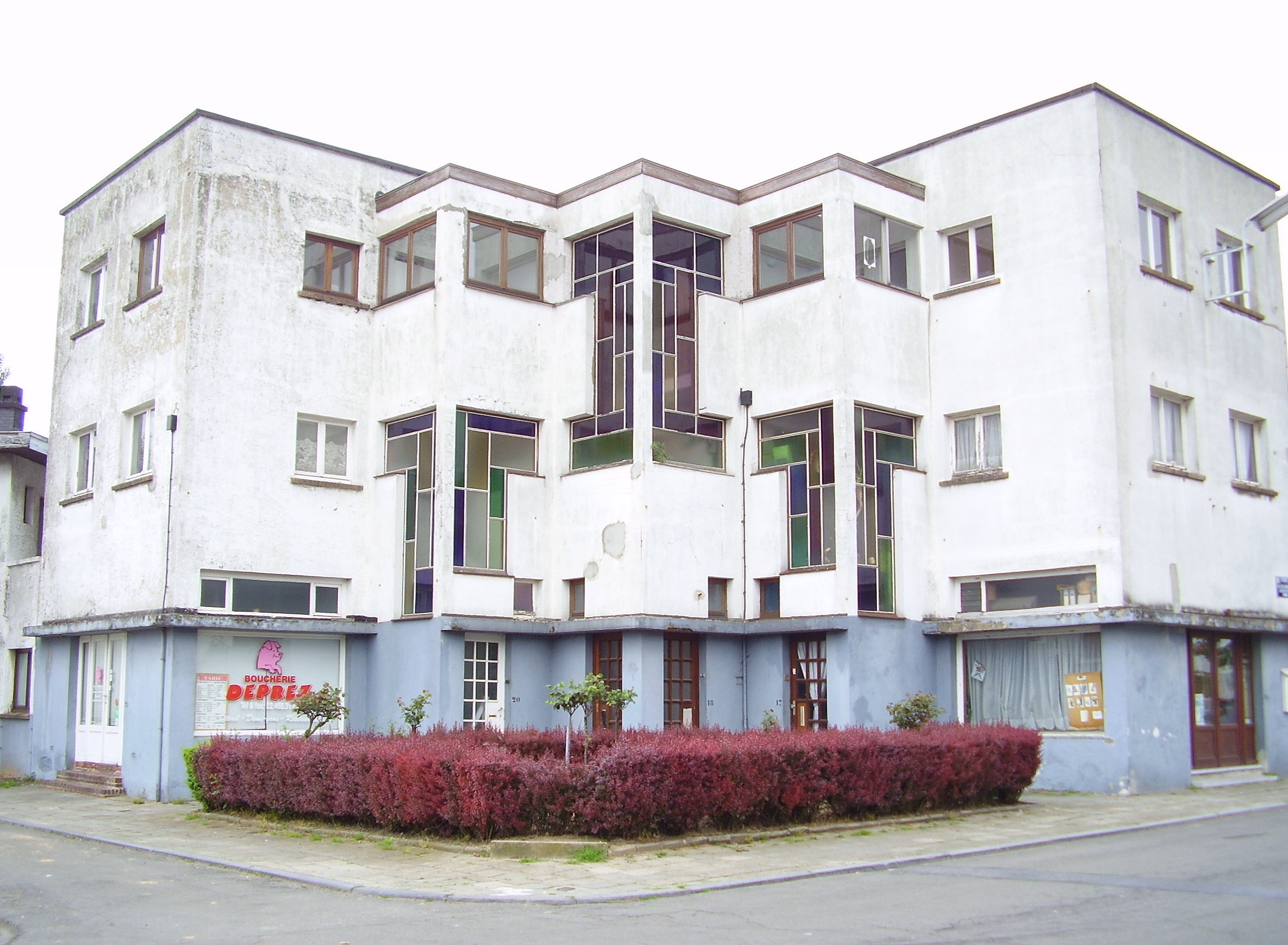
Cité Moderne

## Известные персоналии
Дэвид Лахтерман (1934–1992), радио- и телекомик и эксперт по комментариям.
Алексис Салемакерс (1999 г.р.), футболист, игравший нападающим за RSC Андерлехт и Милан
Франсуаза Шепманс (1960 г.р.), политик и бывший мэр Моленбека.
Жан-Клод Ван Дамм (р. 1960), актёр и мастер боевых искусств.
Руди Вервоорт (р. 1958), политик и министр-президент Брюссельского столичного региона.